# Frisé Parisien

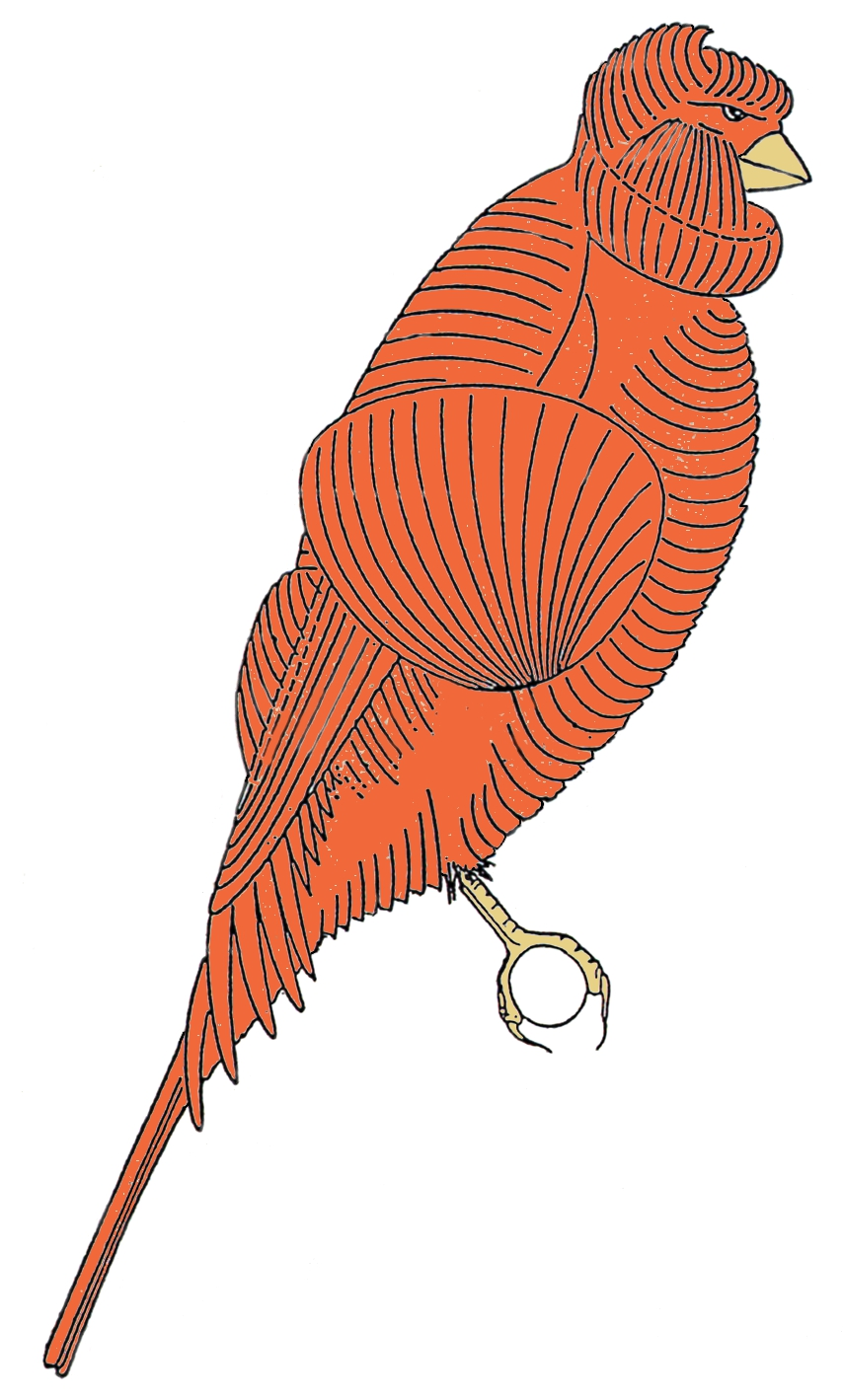
Standardbild Frisé Parisien

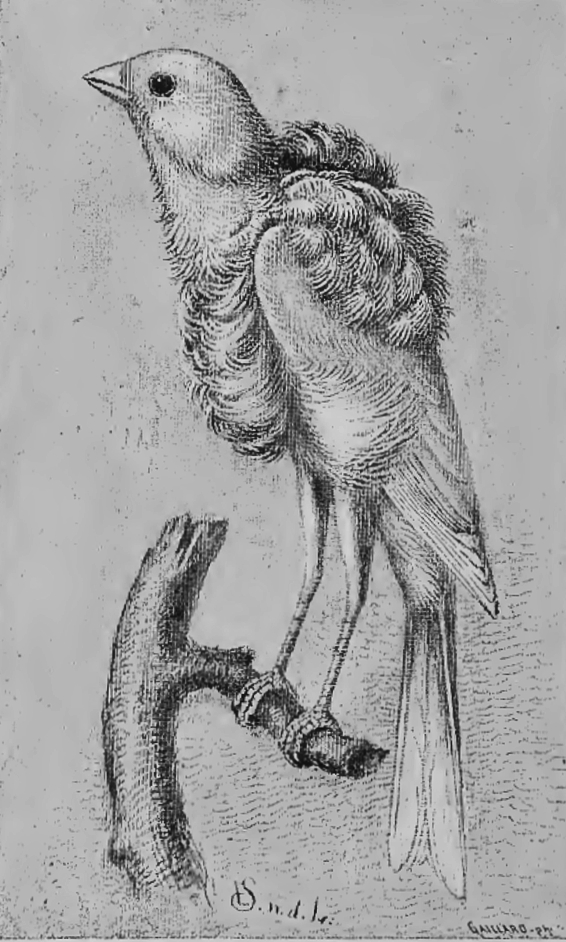
Pariser Trompeter um 1894

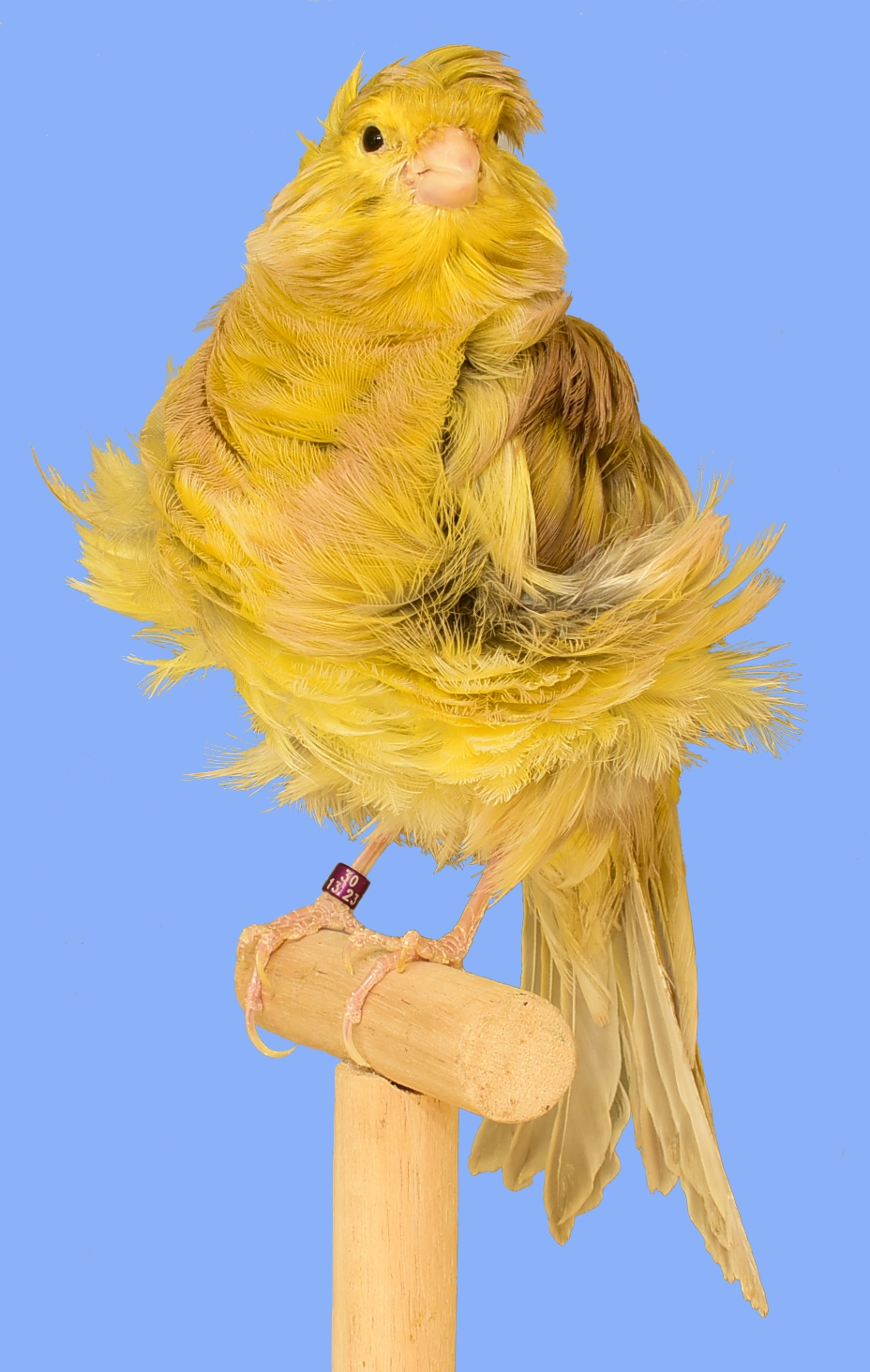
Frisé Parisien, Braun gelbgrundig

Der Frisé Parisien oder Pariser Trompeter, wie er auch genannt wird, ist eine große Frisé-Kanarienrasse mit aufrechter Haltung, die in Frankreich entstand. Er ist in allen Kanarienfarben, einschließlich der Schecken, zugelassen. Seine Besonderheiten sind die drei Hauptfrisuren, die durch weitere Sekundärfrisuren ergänzt werden, sodass keine Körperstelle unfrisiert bleibt.
Jungvögel zeigen in den ersten Tagen nach dem Verlassen des Nestes keine Frisuren. Auch frierende, schlafende, kranke oder gar tote Frisé-Kanarien zeigen keine Frisuren. Der Grund ist die fehlende Muskelspannung der Haut. Erst diese Muskelspannungen ermöglichen die typische Federhaltung, die dann als „Frisuren“ bezeichnet werden. Optimal gezeigte Frisuren sind somit Ausdruck von Gesundheit und Wohlbefinden des Vogels.

## Geschichte
Die erste ernstzunehmende Erwähnung der Frisé-Kanarien finden wir bei dem Franzosen Jules Jannin in seinem Werk, das 1852 erschien. Darin schreibt er, dass vor ungefähr 20 Jahren diese Vögel aus Holland und Belgien eingeführt wurden. Demnach gab es Frisé-Kanarien bereits um 1830. Dass der Ursprung der frisierten Positurkanarien in der Zeit des Rokoko (1720–1780) – als verspielte Formen in Mode waren – zu suchen ist, muss angezweifelt werden.
Somit gibt es keine verlässlichen Quellen über Entstehungsort und Entstehungszeit des Frisé Parisien. Sicher ist, dass alle Frisé-Kanarien in der jeweiligen Region eine lange Entwicklungszeit durchliefen. Die ersten Frisé-Kanarien hatten vermutlich nur wenige Federfrisuren. Demnach muss ein Vogel mit solch vielen Frisuren, wie sie der Frisé Parisien hat, sehr viel später entstanden sein.
Oft wird der „Frisé de Roubaix“ als Ahn aller Frisé-Kanarien genannt. Er wurde um 1860 in der nordfranzösischen Industriestadt Roubaix, im benachbarten Tourcoing und in Lille gezüchtet. Nach Aschenbrenner sind in und um Paris solche Frisé-Kanarien in eine bestimmte Richtung weitergezüchtet worden. Die leicht gekrümmte Haltung des Roubaix wurde aufgegeben und eine aufrechte stolze Haltung favorisiert. Er wurde in Frankreich „Le serin de frisé parisien“, „Frisé de Paris“ oder „Frisé Parisien“ genannt. Als „Trompeter“ wurden nur die Vögel bezeichnet, die an den Schultern besonders stark entwickelte Frisuren hatten, welche an die Achselstücke der Musiker im ehemaligen holländischen Heer erinnerten. Deshalb wird er heute nicht mehr „Pariser Trompeter“ genannt, sondern es wird der französische Name „Frisé Parisien“ international verwendet.
Der Frisé Parisien war bei vielen Züchtern beliebt und wurde erfolgreich gezüchtet. In Paris gründeten Enthusiasten deshalb im Oktober 1867 den Spezialclub „La Nationale“, mit dem Ziel, die weitere Entwicklung dieser Rasse zu fördern. Damals war der Frisé de Paris, wie er damals noch genannt wurde, noch weit davon entfernt, unseren heutigen prächtigen Vögeln zu ähneln. Trotz der Beharrlichkeit und dem züchterischen Können der Züchter konnte erst 1920 ein Standard für den Frisé Parisien verabschiedet werden.
Dieser Standard wurde mit der Gründung der Weltorganisation der Vogelzüchter Confédération Ornithologique Mondiale (C.O.M.) am 18. März 1956 in Paris übernommen und ist bis heute in den wichtigsten Kriterien unverändert geblieben.
Der Frisé Parisien ist in Frankreich zu einer beliebten nationalen Rasse geworden und wird in ausreichender Zahl gezüchtet. Aus ihm sind außerdem einige neue Frisé-Rassen hervorgegangen (z. B. AGI, Mehringer, Paduaner).

## Haltung und Pflege
Der Frisé Parisien stellt höhere Anforderungen an die Haltung, Fütterung und Zucht und ist nicht für den Anfänger in der Kanarienzucht geeignet.
Außerhalb der Zuchtperiode ist die Haltung in großen Flugkäfigen oder in einer Voliere mit Schutzraum wichtig, denn Bewegung fördert die körperliche Entwicklung und Gesunderhaltung. Es sollten jedoch nicht zu viele Vögel gemeinsam untergebracht werden, sie müssen sich ausweichen können. Die Gefiederfrisuren verleiten manchen Vogel zum Zupfen und Knabbern an den Federn des Mitinsassen. Da das Federzupfen meist aus Langeweile der (Jung-)Vögel erfolgt, muss man ihnen eine Beschäftigung anbieten. Wildkräutersträuße, frische Zweige ungiftiger Bäume und Büsche, Nadelholzzweige oder Kolbenhirse bieten Beschäftigung und Zusatznahrung.
Die Temperatur im Winter sollte mindestens 5 °C betragen und 10 °C nicht überschreiten. Vögel, die an größere Wärme gewöhnt sind, sind anfälliger an Erkältungskrankheiten, wenn sie plötzlich tieferen Temperaturen ausgesetzt sind.
Das Futterangebot muss gegenüber glatt befiederten Rassen deutlich erweitert werden. Nur dann können die Vögel ihre körperliche Entwicklung und den Aufbau der Federfülle optimieren. Neben fetthaltigen Sämereien (Nigersaat, Perilla, Lein, kleine Sonnenblumenkerne usw.) müssen auch kohlenhydratreiche Sämereien (Kanariensaat, geschälter Hafer, Haferflocken, Hirse) reichlich vorhanden sein. In der Zuchtperiode und in der Mauserzeit muss der Anteil an tierischem Eiweiß erhöht werden, sollte aber nicht mehr als 20 % betragen.
Das täglich frisches Trink- und Badewasser, Vogelgrit, grober Sand, Kalk und Spurenelemente zur Verfügung stehen müssen, sollte selbstverständlich sein, sei aber hier noch einmal betont.

## Zucht
Der Frisé Parisien ist ein robuster Vogel, voller Gesundheit und vermehrt sich viel besser, als manchmal behauptet wird. Zur Zucht benötigt das Paar einen geräumigen Käfig, der sehr sauber gehalten werden muss.
Wie bei allen Kanarienvögeln ist auch beim Frisé Parisien bei der Auswahl der Zuchtpaare auf die Federtextur zu achten. Ziel ist es, dass die Mehrzahl der Nachkommen eine mittlere Feder bekommen. Ein wichtiger Anhaltspunkt für die Gefiederbeschaffenheit sind die Flanken- oder Stützfedern, da sie am deutlichsten die Federqualität des gesamten Vogels anzeigen. Diese Federn sollen hart und elastisch sein, aber nicht starr und steif nach außen stehen oder, bei zu weichen Federn, schlaff herabhängen. Das Hauptaugenmerk ist auf die gute Ausprägung der drei Hauptfrisuren zu lenken. Kann man bei Nebenfrisuren einen kleinen Kompromiss in deren Qualität eingehen, sollte man dies bei den Primärfrisuren unbedingt vermeiden.
Wenn die Paarbindung einmal erfolgt ist, sind beide Eltern nahezu unzertrennlich. Eine Verpaarung eines Männchens mit mehreren Weibchen scheitert deshalb meist. Wenn die Vögel gut auf die Brutsaison vorbereitet werden, gesund und in Top-Kondition sind, und sie in dieser Zeit ausreichend Ruhe haben, wird die Eiablage und Brut ohne größere Schwierigkeiten ablaufen.
Für die Aufzucht der Jungvögel muss protein- und vitaminreiche Futterangebot reichlich angeboten werden. Mit einem abwechslungsreichen Futter wird der Fütterungstrieb angeregt. Die Jungvögel benötigen längere Zeit für ihre Entwicklung als Farbenkanarien oder kleine Positurkanarienrassen. Futterfest sind die Jungtiere oft erst nach mehr als 34 Tagen. Erst dann können sie von den Eltern getrennt werden.

## Standardanforderungen
Der Frisé Parisien sollte mindestens 19 cm groß sein. Nach oben sind jedoch keine Grenzen gesetzt. Eine aufrechte, stolz- und majestätische Körperhaltung und das voluminöse Gefieder soll körperliche Stärke vermitteln.
Die drei Haupt- oder Primärfrisuren müssen vollständig vorhanden sein. Das sind
- Mantel: Beginnend an den Schultern verläuft entlang der Wirbelsäule ein geradlinig verlaufender Längsscheitel, von dem aus die Rückenfedern gleichmäßig beidseitig gewölbt herabfallen, vergleichbar mit einem in der Mitte aufgeschlagenen Buch.
- Brustfrisur: Die Federn der beiden Brustseiten streben zur Mitte, zum Brustbein (Sternum) hin. Die Brustfrisur soll harmonisch in den Kragen übergehen.
- Flankenfrisur: Die Flankenfedern werden auch Stützfedern oder „Flossen“ genannt. Diese Federn streben beidseits oberhalb der Schenkel zuerst nach außen und wölben sich dann nach oben und sollen bis zur Höhe der Schultern reichen.

Zu den Neben- oder Sekundärfrisuren zählen
- Kopffrisuren: Die Frisuren des Kopfes können sehr vielfältig gestaltet sein, dürfen aber niemals ganz fehlen. Sie können als Mütze/Kappe oder als Helm oder als Kombination beider Formen ausgebildet sein. Nicht zulässig ist eine Kapuze, wie sie der AGI haben soll, oder gar eine Haube, wie sie der Paduaner hat. Zur Kopffrisur zählt auch der Backenbart. Das sind Federn, die aus beiden Wangen straff nach außen streben. Die Kopffrisuren grenzen sich zum Mantel und zur Brustfrisur mit einem Halskragen ab.
- Bukett: Unterhalb des Mantels schließt sich ein Federpolster an, dessen Federn nach einer Seite fallen dürfen.
- Epauletten: Das sind Federn, die beidseitig aus den Schultern entspringen und der Rasse zu ihrem Namen „Trompeter“ verhalfen.
- Hahnenfedern: Die stark verlängerten und sichelförmig gebogenen Oberschwanzdecken werden als Hahnenfedern bezeichnet. Sie fallen beidseitig von der Schwanzwurzel herab und sollen reichlich vorhanden sein.
- Olive: Die Olive ist ein Bündel dichter Federn, die vom Oberschenkel bis zum Schwanzansatz reichen. Auch der Bauch muss beim Frisé Parisien frisiert sein.
- Bauch: Die Bauchfedern („Höschen“) sollen reichlich vorhanden sein und keinen Scheitel bilden.

Auch die Beine, der Schwanz und die Flügel müssen bestimmte Kriterien erfüllen:
- Beine: Die Läufe sind lang und kräftig. Die kräftigen Zehen haben „Korkenzieherkrallen“, eine Besonderheit des Frisé Parisien und ein Rassemerkmal für einen reinrassigen Vogel! Nachteilig ist, dass Vögel mit langen gedrehten Krallen sich an Gitter und Nestmaterial verhaken können. Deshalb ist ein regelmäßiges Einkürzen der Korkenzieherkrallen unabdingbar!
- Schwanz: Der Schwanz soll lang und möglichst geschlossen sein. Der Schwanz wird in einer Linie mit dem Rücken getragen.
- Flügel: Die Flügel sind lang, liegen am Körper an und dürfen sich am Bürzel nicht ständig kreuzen oder herabhängen.